# Leioproctus hirtipes
Leioproctus hirtipes is een vliesvleugelig insect uit de familie Colletidae. De wetenschappelijke naam van de soort is voor het eerst geldig gepubliceerd in 1878 door Smith.